# Малграт-да-Мар
Малграт-да-Мар (кат. Malgrat de Mar) — муніципалітет у кумарці Марезма, що в провінції Барселона, регіон Каталонія, Іспанія. Розташований на узбережжі, між містами Санта-Сусанна та Бланес. Місцева дорога веде з міста до головної траси N-II, у той час як дорога B-682 з'єднує Малграт-да-Мар з містами Бланес, Ллорет де Мар та Тосса де Мар. У місті розташована залізнична станція компанії Renfe, яка лежить на лінії між Барселоною і Масанет-де-ла-Сельвою.

## Клімат
Місто розташоване на висоті 4 метри над рівнем моря. Воно має прибережний середземноморський клімат з малою амплітудою температур протягом року. Річна кількість опадів в середньому, за останні 18 років, становить близько 650 мм.

## Історія
Територія міста вперше була заселена у період між 13-тим і 14-тим століттями під назвою Віланова-де-Палафолс. Проте, відомо, що перші жителі Малграта будували свої будинки на пагорбі (під назвою «El Castell»), який розташований в центрі міста.
Традиційно Малграт був переважно сільськогосподарським центром, портовим комерційним містом, а з 19 століття також важливим індустріальним поселенням. З 60-тих років минулого століття воно стало важливим туристичним курортом.

## Населення
На графіку зображена динаміка кількості населення в місті Малграт-да-Мар з 1497 по 2010 рік.

## Уродженці
- Фелікс Кардона Пуїг (1903—1982) — венесуєльський мандрівник та дослідник.